# WrestleMania XIX
WrestleMania XIX è stata la diciannovesima edizione dell'omonimo pay-per-view di wrestling prodotto dalla World Wrestling Entertainment. L'evento si è svolto il 30 marzo 2003 al Safeco Field di Seattle e si stabilì il record di presenze nell'arena, grazie ai 54 097 biglietti venduti, per un ricavato pari a quasi 6 milioni di dollari.
WrestleMania XIX fu la prima edizione a essere realizzata nello Stato di Washington, la prima sotto il marchio WWE, dopo il cambio legale di nome della federazione da World Wrestling Federation, e la prima ad aver avuto luogo dopo la Brand Extension. La tagline era "Dare to Dream" ("Osa sognare"), mentre la colonna sonora è stata Crack Addict dei Limp Bizkit. Il gruppo si esibì dal vivo durante l'evento, suonando la stessa Crack Addict, insieme a Rollin' (Air Raid Vehicle) durante l'entrata di The Undertaker.
Il match principale dell'evento, per quanto riguarda il roster di SmackDownǃ, fu quello per il WWE Championship tra il campione Kurt Angle e lo sfidante Brock Lesnar, vinto da quest'ultimo per schienamento dopo l'esecuzione di una F-5. Il match, tra l'altro, fu anche il main event. Per quanto riguarda il roster di Raw, il match principale fu quello per il World Heavyweight Championship tra lo sfidante Booker T e il campione Triple H, che quest'ultimo ha vinto per schienamento dopo l'esecuzione di un Pedigree. Altri match importanti dell'evento furono quelli presenti nell'undercard, tra i quali Shawn Michaels contro Chris Jericho, Hulk Hogan contro Mr. McMahon in uno Street Fight e The Rock contro Steve Austin.

## Storyline

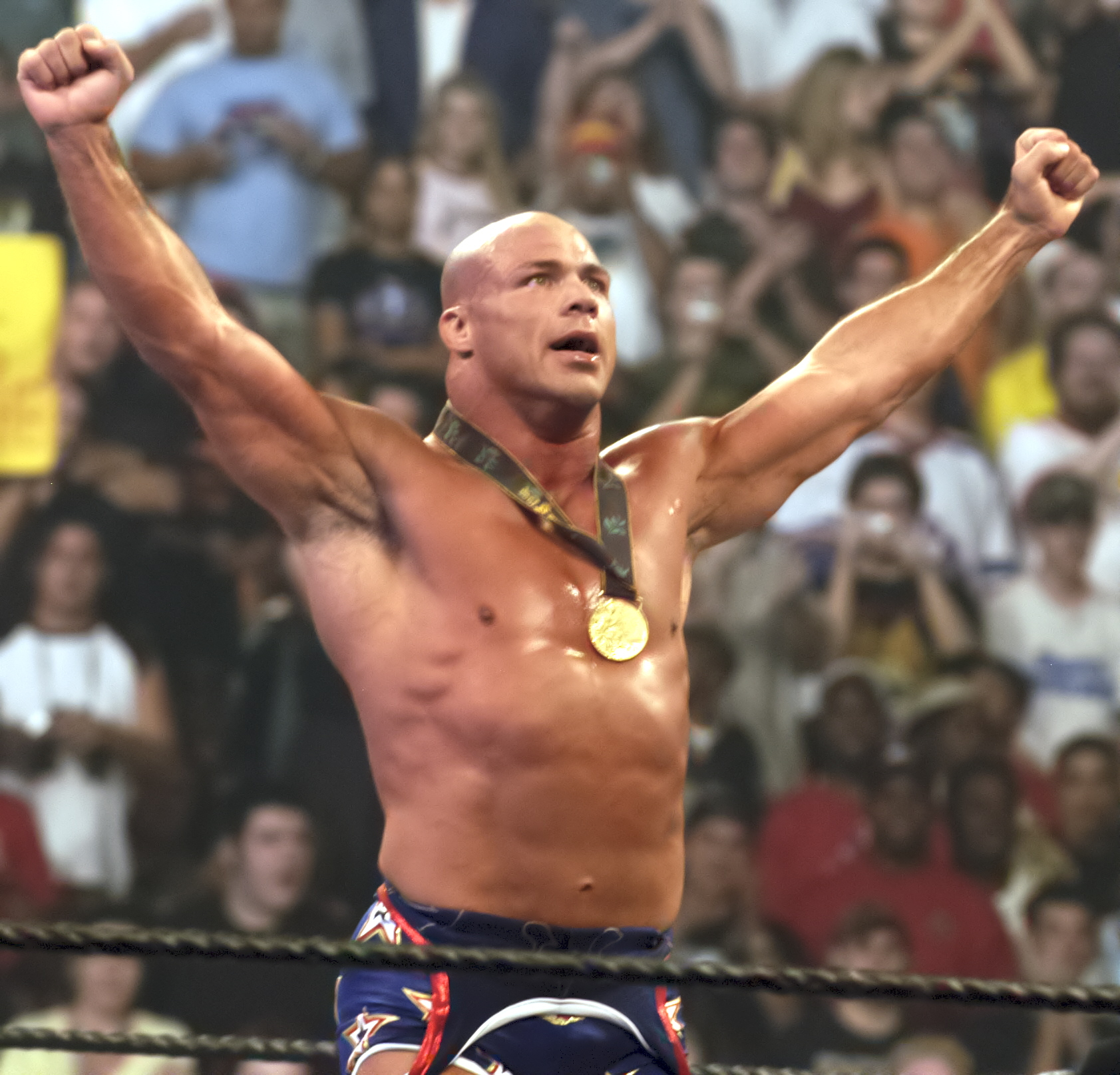
Kurt Angle, affrontò Brock Lesnar per il WWE Championship nel main event

La faida principale di WrestleMania XIX, per quanto riguarda il roster di SmackDownǃ, fu quella per il WWE Championship tra il campione Kurt Angle e lo sfidante Brock Lesnar. Angle vinse il titolo tre mesi prima al pay-per-view Armageddon, dove sconfisse l'allora campione Big Show con l'aiuto di Lesnar. Alla Royal Rumble, nel mese di gennaio, Angle difese il WWE Championship dall'assalto di Chris Benoit e, la stessa sera, Lesnar vinse il Royal Rumble match dopo aver eliminato per ultimo The Undertaker, ottenendo così il diritto di sfidare il campione del mondo in un match valido per il titolo nel main event di WrestleMania. Il mese successivo, a No Way Out, Lesnar e Benoit sconfissero il Team Angle (Kurt Angle, Shelton Benjamin e Charlie Haas) in un 2-on-3 handicap match. Inizialmente nell'incontro era prevista anche la partecipazione di Edge al fianco di Lesnar e Benoit, ma questi non poté prendervi parte a causa di un reale infortunio al collo. Lesnar sconfisse Paul Heyman nella puntata di SmackDownǃ del 6 marzo in uno Steel Cage match, dopo il quale ottenne il diritto di poter anticipare la sfida con Angle per il WWE Championship già la settimana successiva invece che disputarla a WrestleMania. Lesnar affrontò Angle per il WWE Championship la settimana successiva a SmackDownǃ, ma venne sconfitto in modo scorretto: prima dell'inizio del match, Angle si stava preparando in un angolo del ring e si scambiò con suo fratello Eric. Poco dopo entrò Lesnar e l'incontro ebbe inizio: durante il match intervennero Benjamin e Haas a bordo ring e distrassero Lesnar, dando il tempo al campione di riscambiarsi con Eric; quando Lesnar riacquistò l'attenzione sul ring, Angle lo sorprese con uno schienamento a culla. Stephanie McMahon, la general manager dello show blu, nella puntata di SmackDownǃ del 20 marzo stabilì che Lesnar avrebbe comunque avuto il suo match contro Angle per il WWE Championship a WrestleMania e aggiunse che, in caso il campione avesse cercato di farsi squalificare o avesse fatto intervenire qualche alleato, avrebbe comunque perso il titolo a favore dello sfidante.

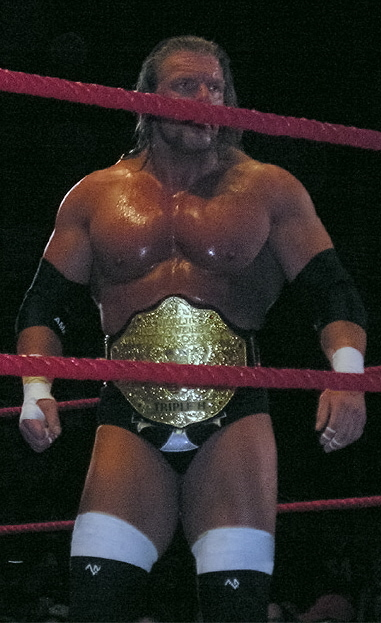
Triple H con il World Heavyweight Championship

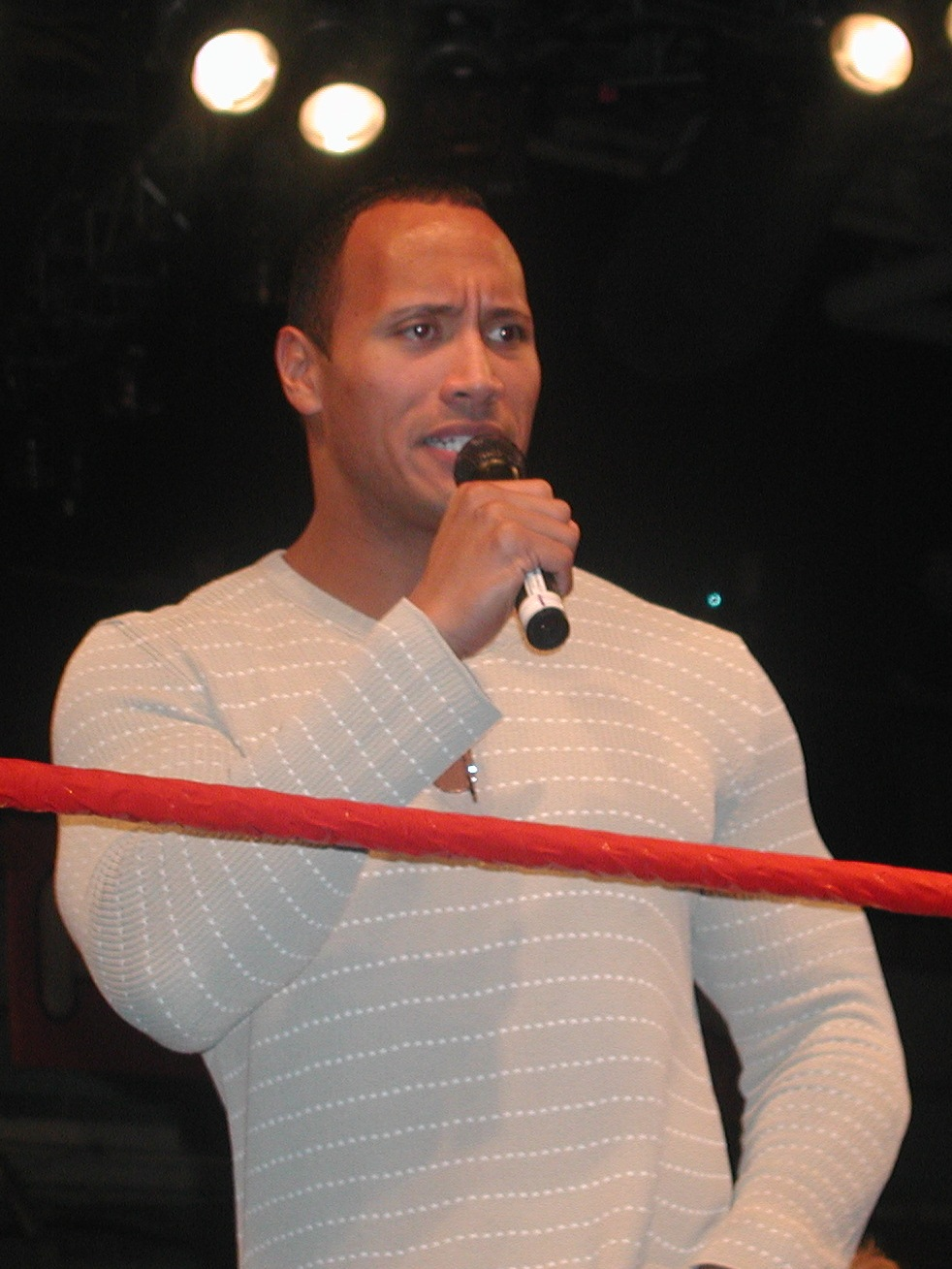
The Rock, affrontò per la terza e ultima volta Steve Austin a WrestleMania

Per quanto riguarda il roster di Raw, la faida principale dell'evento fu quella per il World Heavyweight Championship tra il campione Triple H e lo sfidante Booker T. Triple H vinse il titolo tre mesi prima, al pay-per-view Armageddon, sconfiggendo l'allora campione Shawn Michaels in un Three Stages of Hell match. Triple H difese successivamente il titolo contro Scott Steiner durante i due successivi pay-per-view (Royal Rumble e No Way Out). Alla Royal Rumble si fece squalificare volontariamente dopo aver colpito in modo violento Steiner con uno sledgehammer, mantenendo comunque per regolamento il titolo, mentre a No Way Out Triple H sconfisse Steiner per schienamento, mantenendo nuovamente il titolo. Booker T vinse una 20-man battle royal nella puntata di Raw del 24 febbraio dopo aver eliminato per ultimo The Rock, diventando il primo contendente per il World Heavyweight Championship a WrestleMania. Triple H si rese protagonista di un controverso promo nei confronti di Booker T nella puntata di Raw del 3 marzo: il campione iniziò a minimizzare sul fatto che nella World Championship Wrestling Booker T avesse conquistato il WCW World Heavyweight Championship per cinque volte, sottolineando come tale titolo fosse stato detenuto anche da non-wrestler come Vince Russo e l'attore David Arquette; Triple H, inoltre, arrivò a definire Booker T come un criminale condannato, che non sarebbe mai riuscito a vincere un titolo nella WWE; nello specifico, il campione pronunciò la frase «people like you» ("gente come te"), che fu erroneamente intesa come offesa a sfondo razzista. La WWE giustificò l'accaduto specificando come con quella frase, in realtà, Triple H si stesse riferendo al fatto che riteneva il suo sfidante di WrestleMania non all'altezza di poter conquistare il World Heavyweight Championship, così come gli altri wrestler che avevano in passato cercato di strappargli il titolo senza successo. Tuttavia, secondo molti, Triple H avrebbe volontariamente creato questo malinteso, sapendo l'heat che avrebbe potuto provocare. Per vendicarsi dell'accaduto, Booker T attaccò Triple H due settimane dopo a Raw, aggredendolo prima nei bagni degli spogliatoi, per poi finirlo sopra al ring. Booker T si ripeté nella puntata di Raw del 24 marzo, quando sconfisse lo stesso Triple H e Ric Flair in un tag team match in coppia con Goldust.

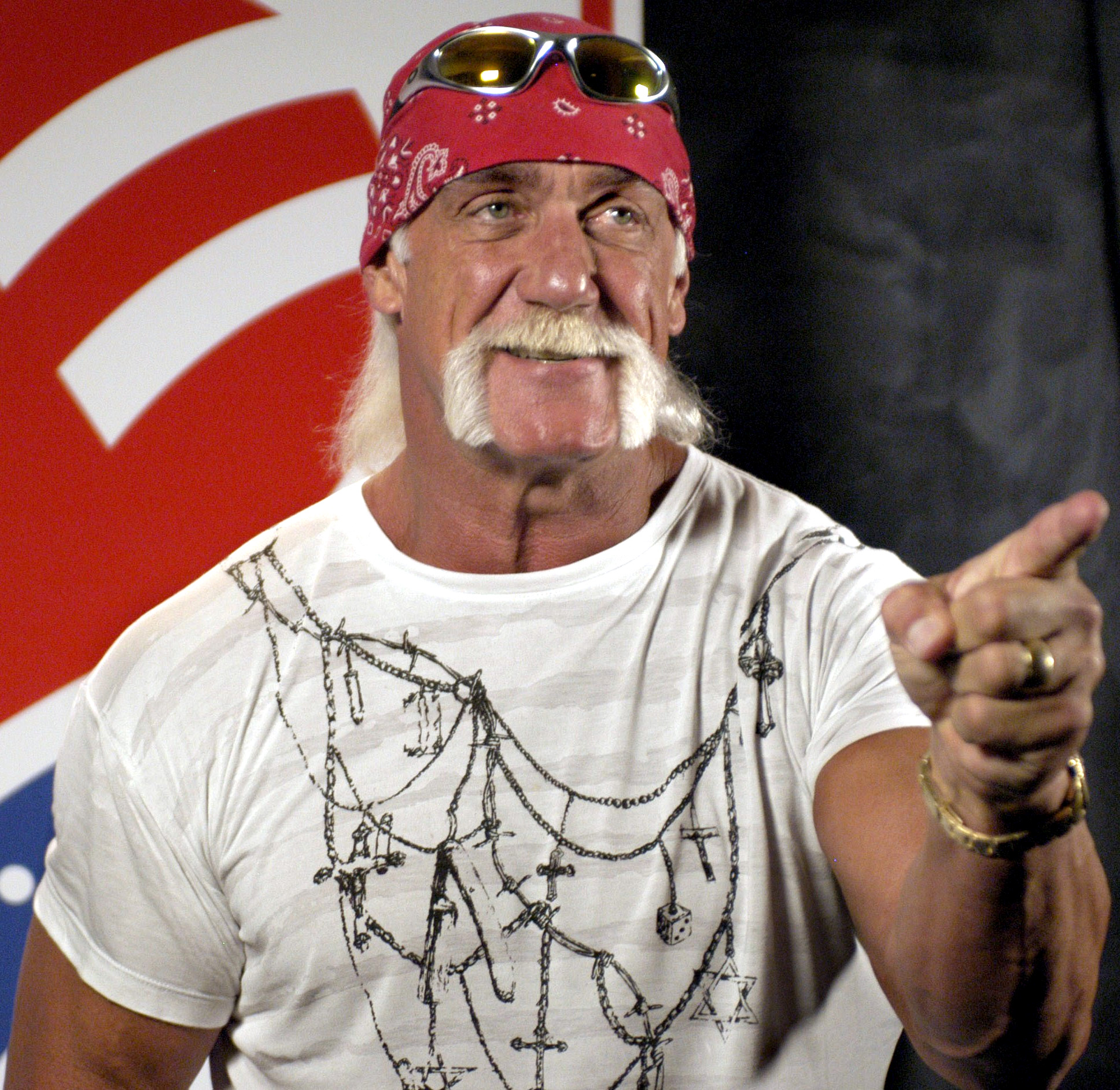
Hulk Hogan, combatté contro Vince McMahon in uno street fight match

La faida secondaria del roster di SmackDownǃ fu quella tra Hulk Hogan e il chairman della WWE, Mr. McMahon. Tutto iniziò a No Way Out, quando McMahon intervenne nel corso di un match tra Hogan e The Rock, passando una sedia a quest'ultimo, mentre l'arbitro era distratto, con la quale The Rock colpì Hogan ed effettuò lo schienamento vincente ai suoi danni. McMahon spiegò il suo gesto nella puntata di SmackDownǃ del 6 marzo, affermando come odiasse Hogan principalmente per due precisi motivi: per aver lasciato tempo fa la WWE (ai tempi nota come World Wrestling Federation) per accasarsi alla rivale WCW di Ted Turner e per aver testimoniato contro di lui nel processo per steroidi in cui la federazione fu coinvolta nei primi anni novanta. McMahon poi lo sfidò a un match contro di lui a WrestleMania con la clausola che, se Hogan avesse perso, si sarebbe dovuto ritirare per sempre dal wrestling; Hogan decise di accettare la sfida la notte stessa. Hogan e McMahon firmarono il contratto per il loro match a WrestleMania nella puntata di SmackDownǃ del 20 marzo: nel momento in cui Hogan si apprestò a firmare, McMahon lo attaccò da dietro con una sedia e continuò a colpirlo più volte fino a farlo sanguinare, per poi firmare il contratto e costringere Hogan a firmare con il suo stesso sangue.
Per quanto riguarda il roster di Raw, la faida secondaria dell'evento fu quella tra The Rock e Steve Austin. The Rock tornò alla WWE dopo un'assenza dal mondo del wrestling di circa sei mesi (da SummerSlam) nella puntata di SmackDown! del 20 febbraio. The Rock affrontò Hulk Hogan a No Way Out, in quella che fu una rivincita di WrestleMania X8, e lo sconfisse con l'aiuto di Mr. McMahon. The Rock prese parte a una 20-man battle royal, svoltasi durante la puntata di Raw del 24 febbraio e che avrebbe determinato lo sfidante per il World Heavyweight Championship di Triple H a WrestleMania. The Rock non riuscì però a vincere il match, venendo eliminato per ultimo da Booker T. The Rock iniziò successivamente a criticare la scelta dei fan della WWE di aver votato Steve Austin come "Superstar del decennio" nel mese di gennaio; Austin la prese male e ricominciò la rivalità tra i due. Come The Rock, anche lo stesso Austin aveva avuto una lunga pausa dal mondo del wrestling prima di tornare a combattere a No Way Out, dove riuscì a sconfiggere il general manager di Raw, Eric Bischoff. Austin tenne un promo di ringraziamento ai fan della WWE per averlo votato nella puntata di Raw del 3 marzo e infierì anche contro The Rock, dicendo che la sua era solamente gelosia per non aver ricevuto questo stesso riconoscimento dal pubblico. Austin fu poi interrotto da The Rock, che lo sfidò a un match a WrestleMania, in quanto The Rock stesso era ossessionato dal fatto di non esser mai riuscito a battere Austin a tale evento, avendo già perso contro di lui a WrestleMania XV e a WrestleMania X-Seven. The Rock, che inizialmente avrebbe dovuto affrontare Booker T nella puntata di Raw del 10 marzo, scelse invece di combattere contro The Hurricane, essendo sicuro di ottenere una vittoria più facile. Mentre i due combattevano, Austin si presentò nell'arena iniziando a farsi strada per la rampa d'ingresso al ring e, vedendo arrivare il rivale, The Rock si distrasse e The Hurricane ne approfittò per sorprendere l'avversario con un improvviso schienamento a culla. Nella puntata di Raw del 24 marzo la WWE vietò ad Austin l'ingresso nell'arena per quella notte, temendo una nuova rissa con The Rock a pochi giorni dal loro match di WrestleMania. Nonostante ciò, Austin riuscì a eludere la sorveglianza e a entrare comunque nell'arena per attaccare sul ring The Rock, che però riuscì a scappare prima che Austin raggiungesse il ring, rimandando la sfida a WrestleMania.

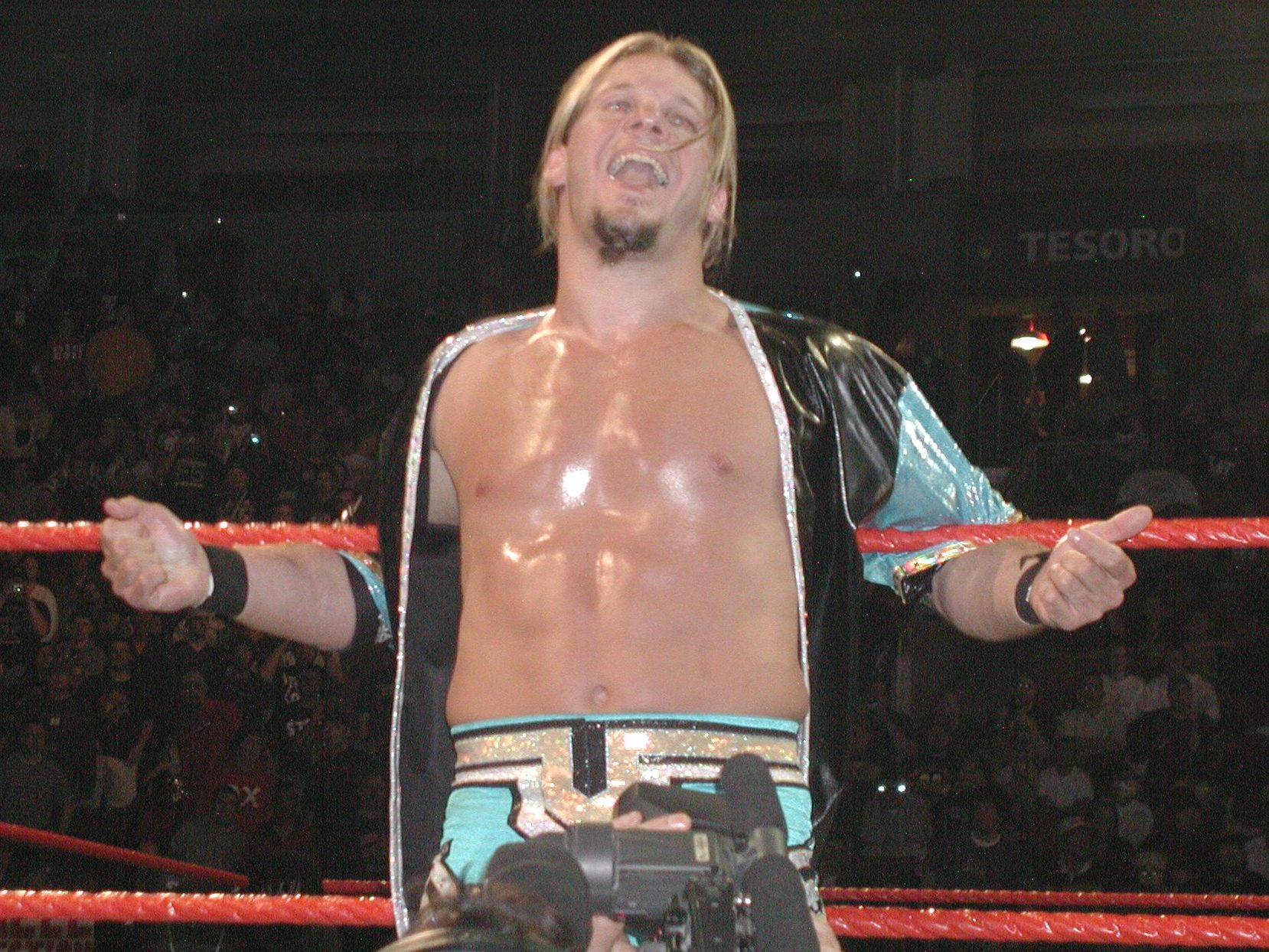
Chris Jericho, affrontò Shawn Michaels

Un'altra faida del roster di Raw fu quella tra Chris Jericho e Shawn Michaels. Dopo aver perso il World Heavyweight Championship contro Triple H al pay-per-view Armageddon, Michaels apparve in un segmento sul ring con Jericho, venendo preso in giro da quest'ultimo per aver perso il titolo. Dopo offese e tentativi di attacchi vari, Michaels colpì Jericho con un superkick. La faida si sviluppò dopo che Jericho vinse una battle royal per decidere il numero con cui entrare nella Royal Rumble e scelse il numero due proprio per affrontare subito Michaels, che entrava con il numero uno. Al momento dell'ingresso di Jericho, sulla rampa d'ingresso si presentò invece Christian, mentre Jericho apparve da dietro al ring attaccando Michaels con una sedia, per poi eliminarlo. Qualche minuto dopo, tuttavia, Michaels risalì irregolarmente sul ring durante il match e distrasse Jericho, che si fece eliminare da Test. Michaels e Jericho iniziarono a picchiarsi ferocemente anche fuori dal ring, fino a quando non vennero divisi dalla sicurezza e riportati separatamente negli spogliatoi forzatamente. I due continuarono ad attaccarsi regolarmente l'uno con l'altro, sia verbalmente sia fisicamente, nelle puntate di Raw successive. Jericho rivelò in un'intervista rilasciata a Jonathan Coachman che Michaels era stato il suo idolo da ragazzino, ma che ora sognava di mettere fine alla sua carriera. Vedendo che la situazione era ormai diventata ingestibile, Eric Bischoff si vide costretto a sancire un match tra i due a WrestleMania.
Una faida minore del roster di Raw fu quella per il Women's Championship. La campionessa Victoria vinse il titolo contro Trish Stratus alle Survivor Series nel mese di novembre. Un mese dopo, al pay-per-view Armageddon, Victoria difese il titolo in un triple threat match contro la Stratus e Jacqueline. La Stratus e la rientrante Jazz si sfidarono in un match a Raw per stabilire chi avrebbe affrontato Victoria per il titolo a WrestleMania, ma Victoria interferì nel ring e colpì entrambe le sfidanti con il titolo, decretando la fine del match per doppia squalifica. Ciò portò a un match tra le tre a WrestleMania.

## Evento
| Ruolo:         | Nome:                             |
| -------------- | --------------------------------- |
| Commentatori   | Michael Cole (SmackDownǃ)         |
| Commentatori   | Tazz (SmackDown!)                 |
| Commentatori   | Jerry Lawler (Raw)                |
| Commentatori   | Jim Ross (Raw)                    |
| Commentatori   | Carlos Cabrera (lingua spagnola)  |
| Commentatori   | Hugo Savinovich (lingua spagnola) |
| Intervistatori | Jonathan Coachman                 |
| Intervistatori | Josh Mathews                      |
| Annunciatori   | Tony Chimel (SmackDownǃ)          |
| Annunciatori   | Howard Finkel (Raw)               |
| Arbitri        | Jack Doan (Raw)                   |
| Arbitri        | Earl Hebner (Raw)                 |
| Arbitri        | Nick Patrick (Raw)                |
| Arbitri        | Chad Patton (Raw)                 |
| Arbitri        | Charles Robinson (Raw)            |
| Arbitri        | Jim Korderas (SmackDownǃ)         |
| Arbitri        | Brian Hebner (SmackDownǃ)         |
| Arbitri        | Mike Chioda (SmackDownǃ)          |
| Arbitri        | Mike Sparks (SmackDownǃ)          |

### Match preliminari
Nel pomeriggio, prima della messa in onda in diretta dell'evento, Chief Morley e Lance Storm sconfissero Kane e Rob Van Dam a Heat, mantenendo il World Tag Team Championship. L'evento fu introdotto dall'esibizione della cantante Ashanti, che si esibì in una riedizione dell'inno patriottico America the Beautiful.

Durante il pay-per-view venne annunciato il record di affluenza al Safeco Field: 54097 spettatori paganti

Il primo match ad andare in onda fu quello valevole per il Cruiserweight Championship tra il campione Matt Hardy e lo sfidante Rey Mysterio. L'incontro partì molto rapido e veloce, vivendo soprattutto delle interferenze di Shannon Moore (a bordo ring in favore di Hardy) contro lo sfidante, ovviamente alle spalle dell'arbitro. Proprio una scorrettezza di Moore permise a Matt di eseguire la sua mossa finale, la Twist of Fate. Il campione, però, ottenne solamente un conto di due, mentre Mysterio reagì e lo colpì con una 619. Successivamente lo sfidante tentò di chiudere il match con un West Coast Pop, ma Hardy rovesciò la manovra in un roll-up, con il quale vinse il match e mantenne il titolo facendo scorrettamente leva sulle corde del ring.

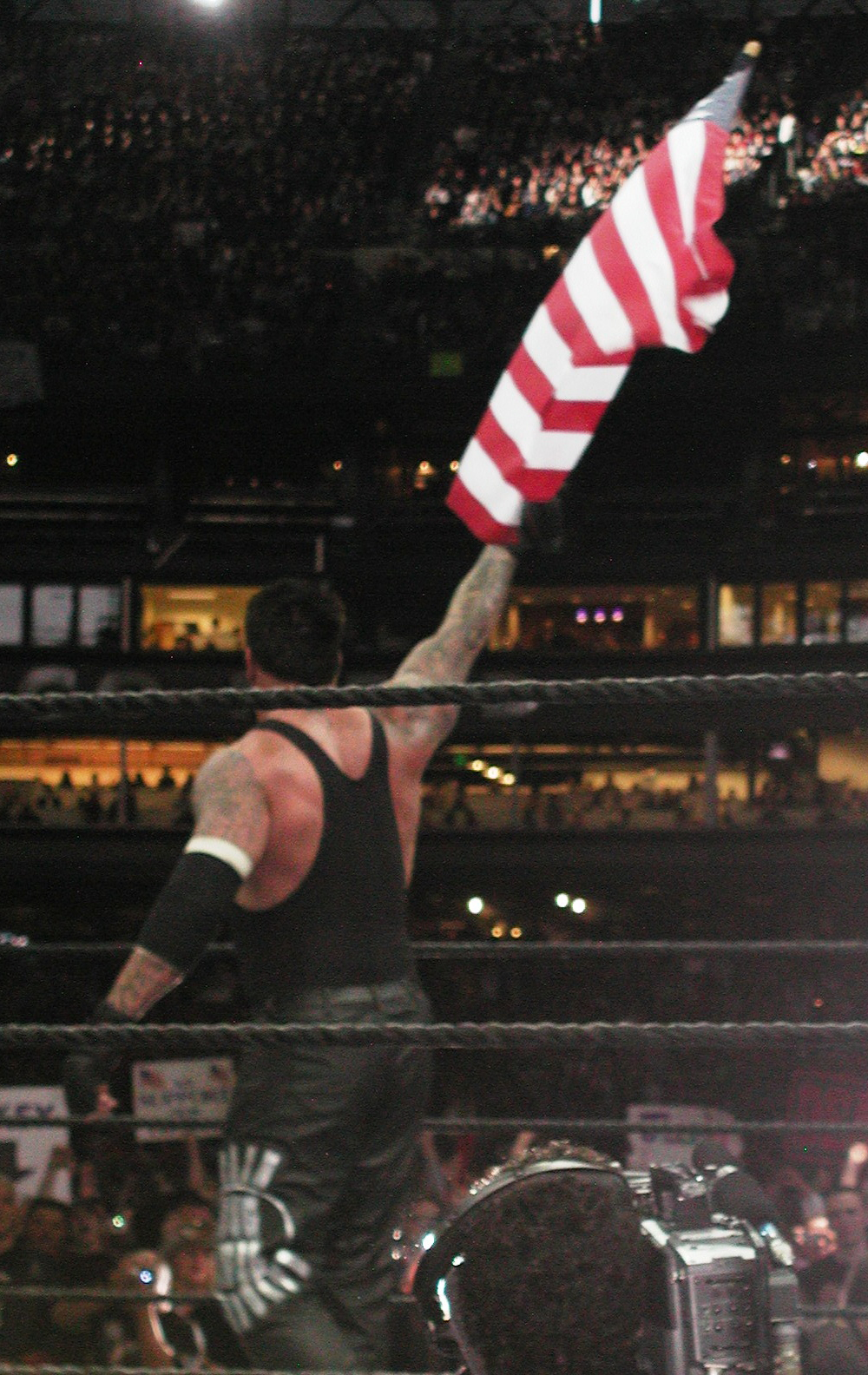
The Undertaker festeggia la sua undicesima vittoria consecutiva a WrestleMania

Il match successivo doveva essere inizialmente un Tag Team match tra la coppia formata da The Undertaker e Nathan Jones contro quella composta da Big Show e A-Train. Dopo che Jones venne attaccato nel backstage da Big Show e A-Train durante Heat, il match si trasformò in un 2-on-1 Handicap match. I due si ritrovarono quindi in vantaggio numerico contro Undertaker per buona parte del match, fino a quando non intervenne Jones per vendicarsi dell'attacco subito poche ore prima e attaccare Big Show, permettendo a Undertaker di eseguire una Tombstone Piledriver su A-Train e ottenere lo schienamento decisivo. Undertaker mantenne la sua striscia d'imbattibilità a WrestleMania portandosi sul momentaneo 11-0.
Il terzo match della serata fu il Triple Threat match per il Women's Championship tra Jazz, Trish Stratus e la campionessa in carica Victoria. Durante il match Jazz e Victoria decisero di allearsi contro la Stratus e perciò Steven Richards (a bordo ring in favore di Victoria) intervenne più volte durante la contesa. Mentre l'arbitro era distratto, Richards salì sul ring nel tentativo di colpire scorrettamente la Stratus con una sedia, ma mancò il bersaglio e colpì le corde del ring, permettendo a Trish di eseguire una Stratusfaction su di lui. Subito dopo Victoria tentò di applicare la Widow's Peak sulla Stratus, ma quest'ultima riuscì a liberarsi dalla presa e a colpire l'avversaria con il Chick Kick, che le permise di ottenere lo schienamento vincente. La Stratus vinse dunque match e titolo femminile, eguagliando il numero di regni ufficiali conquistati da The Fabulous Moolah.
Il match seguente fu il Triple Threat Tag Team match per il WWE Tag Team Championship che vedeva contrapposti la coppia formata da Chris Benoit e Rhyno contro il team dei Los Guerreros (Chavo Guerrero e Eddie Guerrero) e i campioni in carica del Team Angle (Charlie Haas e Shelton Benjamin). Si trattò di un match senza sosta, in cui tutti i contendenti salirono sul ring. Rhyno eseguì una Gore su Chavo Guerrero, mentre nel frattempo, a sua insaputa, Shelton Benjamin entrò nel ring e schienò Chavo, ottenendo la vittoria per il Team Angle e mantenendo il titolo.

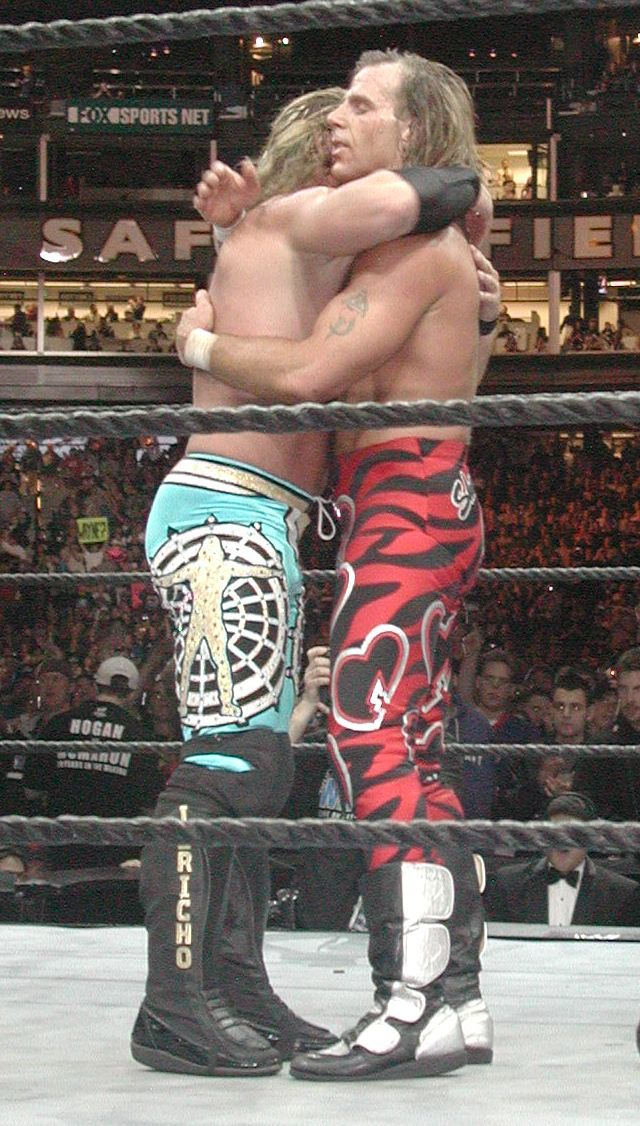
L'abbraccio tra Chris Jericho e Shawn Michaels alla fine del loro match: dopo questo gesto, però, Jericho lo colpì con un low blow

Il quinto match fu la sfida tra Chris Jericho e Shawn Michaels. Jericho si portò in vantaggio su Michaels all'inizio del match e applicò la Walls of Jericho sul suo avversario. Successivamente Michaels provò a colpire Jericho con la Sweet Chin Music, ma quest'ultimo contrastò la mossa in una nuova Walls of Jericho. Dopo che Michaels si liberò dalla presa di sottomissione, Jericho tentò di eseguire un suplex che il suo avversario rovesciò in un rapido roll-up per ottenere la vittoria. Al termine del match Jericho si avvicinò a Michaels per stringergli la mano e i due si abbracciarono, prima che Jericho decise di colpire il suo avversario con un colpo basso.
Prima dello svolgimento del match seguente ebbe luogo un breve Pillow Fight match (presentato da Jonathan Coachman) tra Stacy Keibler, Torrie Wilson, Tanya Ballinger e Kitana Baker. L'incontro terminò in no contest quando tutte le donne si allearono per denudare Coachman e schienarlo al tappeto.

### Match principali
Il match che seguì fu quello valevole per il World Heavyweight Championship tra lo sfidante Booker T e il campione Triple H. Il match cominciò con lo sfidante in controllo della contesa sul campione, con Ric Flair (a bordo ring in favore di Triple H) che intervenne per gettare il ginocchio di Booker T contro i gradini d'acciaio a bordo ring. L'attacco permise a Triple H di poter lavorare sulle gambe dell'avversario, applicandovi varie mosse di sottomissione, tra cui una per lui inedita Indian deathlock. Booker T riuscì però a sfuggire e riprendere il controllo del match; dopo aver colpito Triple H con un Harlem leg drop, Booker T cominciò a toccarsi il ginocchio dolorante, permettendo a Triple H di recuperare e colpire l'avversario con un Pedigree, che gli permise di vincere il match e mantenere il titolo.
Il settimo match della serata fu lo Street Fight tra Hulk Hogan e il chairman Mr. McMahon. Sia Hogan che McMahon misero alla prova la loro forza a inizio match, fino a quando McMahon non scaraventò Hogan fuori dal ring. Hogan cominciò allora a colpire più volte McMahon con una sedia, causando al suo avversario una vistosa perdita di sangue dalla fronte. Nel corso del match intervenne brevemente sul ring Roddy Piper, che colpì Hogan alla testa con un tubo. Hogan riuscì però a riprendersi e a evitare il big boot di McMahon, rovesciandolo in un running leg drop e ottenendo lo schienamento decisivo, che gli consegnò la vittoria del match.

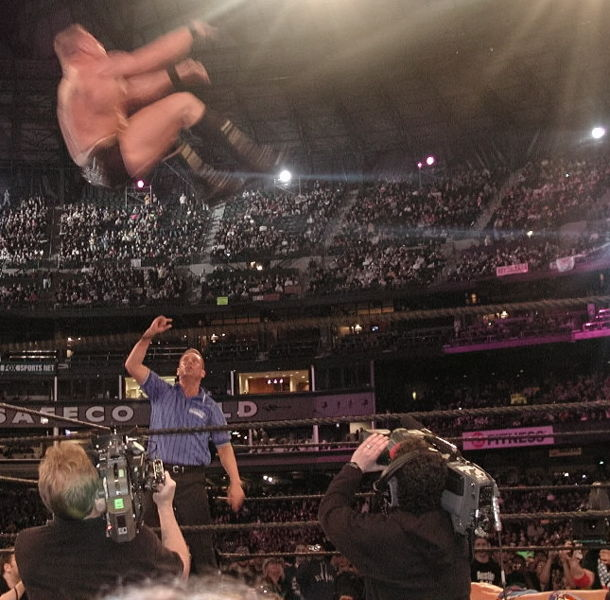
L'imprecisa Shooting Star Press eseguita da Brock Lesnar nel main event

Il successivo e ultimo match dell'undercard fu quello tra The Rock e Steve Austin. Il match ebbe inizio con una rissa sul ring tra Austin e The Rock, che finì per concludersi al di fuori di esso. Per tutto il match The Rock lavorò sulle gambe di Austin, applicando una Sharpshooter ai danni dell'avversario. The Rock cominciò poi a farsi beffe di Austin, indossando il suo giubbino e imitandone le mosse. Austin riuscì a reagire, arrivando a "rubare" la mossa finale all'avversario quando colpì The Rock con una Rock Bottom. Di tutta risposta The Rock fece poco dopo la stessa cosa su Austin, colpendolo con una Stunner. I due si colpirono nuovamente, questa volta usando ognuno la propria rispettiva mossa finale e non viceversa come prima. Dopo non esser riuscito a schienare Austin dopo il People's Elbow, The Rock colpì l'avversario con una serie di tre Rock Bottom consecutive, che lo portarono allo schienamento finale e alla vittoria del match. The Rock riuscì quindi a battere Steve Austin nell'evento più importante dell'anno, dopo aver perso contro di lui nei due match precedenti disputati a WrestleMania XV e WrestleMania X-Seven.
Il main event fu il match con in palio il WWE Championship tra Brock Lesnar e il campione in carica Kurt Angle, con la stipulazione che non prevedeva alcun vantaggio per il campione (Angle avrebbe perso il titolo anche per countout e squalifica). Il match cominciò con duri scambi da entrambe le parti, fin quando Angle rovesciò uno shoulder block di Lesnar in un German suplex. Lesnar provò a reagire tentando di eseguire una F-5 sull'avversario, ma Angle annullò anche questa manovra e la trasformò in una Ankle Lock a suo favore, da cui Lesnar riuscì però a sottrarsi. Quando Lesnar si liberò dalla presa di sottomissione, Angle tentò di colpirlo con una Angle Slam, ma Lesnar riuscì a rovesciare la mossa in una F-5. Invece di schienare l'avversario, Lesnar salì sul paletto della terza corda del ring e tentò di eseguire una shooting star press su Angle, manovra aerea che aveva eseguito diverse volte nel territorio di sviluppo della Ohio Valley Wrestling. Sfortunatamente, Lesnar eseguì la mossa in maniera scorretta, scivolando sulla corda poco prima di lanciarsi in tuffo e non capovolgendosi completamente prima dell'impatto. Di conseguenza Angle venne centrato solo parzialmente, mentre Lesnar sbattette la testa sul ring. L'improvviso errore costrinse i due wrestler a chiudere il match in modo anticipato, con Lesnar che eseguì un'altra F-5 su Angle, ottenendo la vittoria e la conquista del WWE Championship. Angle e Lesnar si strinsero la mano e si abbracciarono al termine del match, concludendo così la messa in onda del pay-per-view.

## Eventi successivi
Durante la puntata di SmackDownǃ successiva a WrestleMania venne annunciato da Stephanie McMahon, general manager dello show, che Kurt Angle aveva accusato una tendinite e un infortunio al collo, mentre Brock Lesnar aveva subito una commozione cerebrale in seguito alla shooting star press mal eseguita. Con Angle costretto a stare fuori dai giochi per qualche mese, la McMahon decise di indire un torneo che avrebbe determinato il primo sfidante al WWE Championship di Lesnar. John Cena divenne lo sfidante al titolo dopo aver sconfitto Chris Benoit nel match finale del torneo nella puntata di SmackDownǃ del 17 aprile. Lesnar sconfisse Cena a Backlash e mantenne il WWE Championship. Il campione intraprese poi una faida con Big Show, sconfiggendolo a Judgment Day e mantenendo il titolo al termine del primo stretcher match mai disputato. Lesnar perse successivamente il titolo contro il rientrante Kurt Angle a Vengeance, in un triple threat match che includeva anche Big Show. Lesnar si riprese il titolo nella puntata di SmackDownǃ del 18 settembre, quando sconfisse Angle in un 60-minute Iron Man match per 5-4.
Mr. McMahon usò la sua posizione nella puntata di SmackDownǃ del 3 aprile, quando costrinse Hulk Hogan a lasciare per sempre la federazione, come parte della loro storyline, nonostante Hogan avesse vinto il match di WrestleMania. Nella puntata di SmackDownǃ del 1º maggio fece il suo esordio "Mr. America" (che era in realtà Hogan coperto da una maschera) durante il Piper's Pit di Roddy Piper, in cui McMahon promise che avrebbe dimostrato che l'identità di questo nuovo personaggio misterioso altro non era che quella di Hogan. Nella faida rimase coinvolto anche Zach Gowen, un wrestler con una gamba amputata che venne messo contro Mr. America in un match. Dopo più tentativi falliti di dimostrare che Mr. America fosse Hogan, McMahon riuscì nel suo intento nella puntata di SmackDownǃ del 3 luglio dopo aver mostrato in diretta alcuni filmati in cui Mr. America si toglieva la maschera e rivelava il volto di Hogan; McMahon annunciò quindi che Hogan era stato definitivamente licenziato dalla WWE.
Steve Austin venne licenziato dalla WWE nella puntata di Raw successiva a WrestleMania, nell'ambito della storyline, dall'allora general manager dello show rosso, Eric Bischoff, a causa di motivi di salute. Austin venne successivamente licenziato ancora una volta, in questo caso in qualità di co-general manager di Raw, dall'amministratore delegato Linda McMahon, il 2 aprile. Più tardi quella stessa notte The Rock prese in giro Austin per il suo licenziamento. Nel frattempo quest'ultimo aveva lanciato una sfida il 31 marzo a qualsiasi wrestler avesse avuto il coraggio di affrontarlo in un match. Goldberg fece il suo esordio nella WWE quella sera e rispose alla sfida di The Rock, colpendolo con una Spear. The Rock decise nella puntata di Raw del 14 aprile di accettare la sfida di Goldberg, dopo averla rifiutata la settimana precedente, e venne sancito un match tra i due a Backlash, dove Goldberg sconfisse The Rock. Al termine del match The Rock tenne un discorso d'addio in cui annunciava che si sarebbe preso un anno sabbatico dal wrestling professionistico.

### Recensioni
L'evento ricevette critiche estremamente positive da parte dei vari siti e delle riviste specializzate, venendo definito come "una delle migliori edizioni di WrestleMania mai realizzate". Vennero lodati in particolar modo il match tra Shawn Michaels e Chris Jericho, quello tra The Rock e Steve Austin e il main event tra Kurt Angle e Brock Lesnar.

## Risultati
| #    | Match                                                                                    | Stipulazioni                                                  | Durata |
| ---- | ---------------------------------------------------------------------------------------- | ------------------------------------------------------------- | ------ |
| Heat | Lance Storm e Val Venis (c) (con i Dudley Boyz) hanno sconfitto Kane e Rob Van Dam       | Tag team match per il World Tag Team Championship             | 07:02  |
| 1    | Matt Hardy (c) (con Shannon Moore) ha sconfitto Rey Mysterio                             | Single match per il WWE Cruiserweight Championship            | 05:37  |
| 2    | The Undertaker ha sconfitto A-Train e Big Show                                           | Two-on-one handicap match                                     | 09:42  |
| 3    | Trish Stratus ha sconfitto Jazz e Victoria (c)                                           | Triple threat match per il WWE Women's Championship           | 07:17  |
| 4    | Charlie Haas e Shelton Benjamin (c) hanno sconfitto Chris Benoit e Rhyno e Los Guerreros | Triple threat tag team match per il WWE Tag Team Championship | 08:48  |
| 5    | Shawn Michaels ha sconfitto Chris Jericho                                                | Single match                                                  | 22:34  |
| 6    | Triple H (c) (con Ric Flair) ha sconfitto Booker T                                       | Single match per il World Heavyweight Championship            | 18:45  |
| 7    | Hulk Hogan ha sconfitto Vince McMahon                                                    | Street fight match con in palio la carriera di Hulk Hogan     | 20:47  |
| 8    | The Rock ha sconfitto Steve Austin                                                       | Single match                                                  | 17:55  |
| 9    | Brock Lesnar ha sconfitto Kurt Angle (c)                                                 | Single match per il WWE Championship                          | 21:07  |